# Giovanni Lorenzo Gregori
Giovanni Lorenzo Gregori (* 1663 in Lucca; † Januar 1745 ebenda) war ein italienischer Violinist und Komponist der Barockzeit.

## Leben und Wirken
Über Giovanni Lorenzo Gregori, der zeit seines Lebens in Lucca tätig war, ist wenig überliefert. 1684 gehörte er zu den Gründungsmitgliedern der „Luccheser Musikbruderschaft“. Von 1688 bis 1742 war er Violinist in der Capella di Palazzo, in seinen letzten Lebensjahren wirkte er als Geiger in der Kapelle von Santa Maria Corteorlandini.
Das Komponieren scheint ihn nur unregelmäßig beschäftigt zu haben; seine produktivste Zeit war zwischen 1697 und 1705. Gregori war einer der ersten Komponisten, die den Begriff Concerto grosso als Titel einer Konzertsammlung gebrauchten; seine 10 Concerti grossi op. 2 sind meist viersätzig und basieren auf dem Modell der Triosonate. Die Musik zu seinen Oratorien und Passionsmusiken gilt als verloren.
Neben seinen Kompositionen verfasste Gregori zwei Lehrwerke: Il principiante di musica (1697, 5. Aufl. 1736) und Il canto fermo in pratica (1697, 3. Aufl. 1736).

## Werke
- (37) Arie in stil francese a 1 e 2 voci, op. 1 (Lucca, 1698)
- (10) Concerti grossi per due violini concertati con i ripieni se piace, alto viola, arcileuto o violoncello, con il basso per l’organo, op. 2 (Lucca, 1698)
- (8) Cantate da Camera a voce sola, op. 3 (Lucca, 1698)
- Oratorio per Santa Cecilia (Lucca, 1701, verloren)
- I trionfi della fede nel martirio del gloriosissimo S. Paolino primo vescovo di Lucca (Lucca, 1703, verloren)
- Concerti sacri a 1 o 2 voci con strumenti (Lucca, 1705)
- La passione di nostro Signore Gesù Cristo (Lucca, 1735)
- La natività di nostro Signor Gesù Cristo (Lucca, 1737, verloren)
- Le glorie di S. Anna (Lucca, 1739, verloren)